# Rudolf Diels

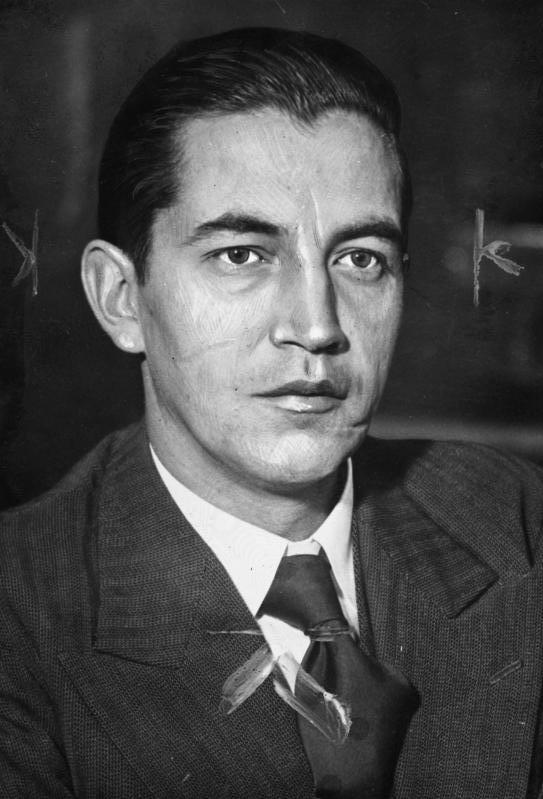
Rudolf Diels im November 1933

Rudolf Diels (* 16. Dezember 1900 in Berghausen, Unterlahnkreis; † 18. November 1957 in Katzenelnbogen) war ein deutscher Verwaltungsjurist und von April 1933 bis April 1934 der erste Chef der Gestapo.
Diels war ab 1930 im preußischen Innenministerium tätig und arbeitete schon vor dem Regierungsantritt Hitlers 1933 mit Hermann Göring zusammen. Nach der nationalsozialistischen Machtergreifung wurde er Chef der preußischen politischen Polizei, aus der die Gestapo hervorging. Nachdem er im Zuge von Machtkämpfen zwischen Göring und Heinrich Himmler seinen Posten räumen musste, war er als Regierungspräsident in Köln und Hannover tätig. Nach dem Kriegsende trat Diels als Zeuge in den Nürnberger Prozessen auf.

## Leben
Der Sohn eines Großbauern aus Berghausen erhielt am 24. September 1918 sein Abiturzeugnis am Königlichen Gymnasium zu Wiesbaden. Anschließend meldete er sich freiwillig zum Kriegsdienst und war am Ende des Ersten Weltkriegs wenige Wochen bei einer Fernmeldeeinheit im elsässischen Hagenau stationiert. Sein Studium der Staats- und Rechtswissenschaften begann er im Frühjahr 1919 an der Ludwigs-Universität Gießen und wechselte im Mai an die Philipps-Universität Marburg. Hier schloss er sich auch dem Corps Rhenania-Straßburg zu Marburg an. Nachdem er 1922 das erste juristische Staatsexamen bestanden hatte, war Diels als Regierungsreferendar in Kassel tätig. Das zweite Staatsexamen legte er 1924 ab, es folgten Anstellungen als Regierungsassessor in Neuruppin, Teltow und Peine.

### Preußisches Innenministerium
Im Jahr 1930 erhielt Diels einen Posten als Regierungsrat im preußischen Innenministerium unter Minister Carl Severing. Dort war er „Dezernent zur Bekämpfung der kommunistischen Bewegung“ in der politischen Abteilung der Polizei. Im gleichen Jahr heiratete Diels seine erste Frau Hildegard Mannesmann. Im Zuge des Preußenschlags konnte Diels durch Zuträgerdienste seine Karriere erheblich vorantreiben. Der Gruppe um Franz von Papen und Kurt von Schleicher spielte Diels Informationen über eine Besprechung zwischen Staatssekretär Wilhelm Abegg (Diels’ Vorgesetztem) und den KPD-Politikern Wilhelm Kasper und Ernst Torgler zu. Diese Informationen – welche die tatsächliche Besprechung in verzerrter Form wiedergaben und auch in die Presse lanciert wurden – bildeten die Grundlage für die Behauptung, die preußische Regierung konspiriere mit den Kommunisten, und lieferten somit einen willkommenen Vorwand zur Einsetzung eines Reichskommissars in Preußen (Abegg-Affäre).
Demzufolge wurde Diels im August 1932 außerplanmäßig zum Oberregierungsrat befördert – ein solcher Rang war in seinem damaligen Alter ungewöhnlich, wobei einige ältere Beamte übergangen wurden. Gleichzeitig übernahm Diels die Leitung der politischen Abteilung der preußischen Polizei.
Nach den Akten der Spruchkammer aus Diels’ Entnazifizierungsakten stand er bereits seit Anfang der 1930er-Jahre mit von Papen und den Nationalsozialisten in Verbindung, seit Ende 1932 knüpfte er direkt Kontakt zu Göring, dem er wiederum Informationen über Kommunisten und Sozialdemokraten zutrug.

### Chef der politischen Polizei

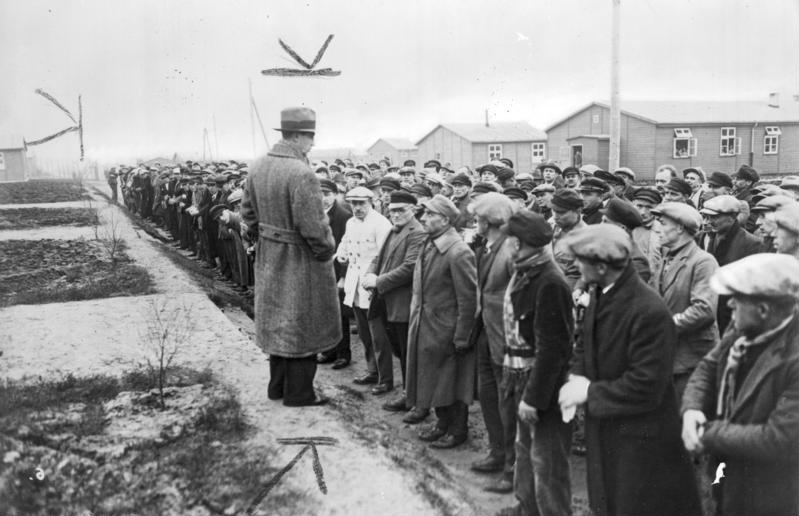
Diels im Dezember 1933 vor Häftlingen im KZ Esterwegen

Unmittelbar nachdem Hitler Reichskanzler geworden war, machte sich Göring an die Reorganisation der Polizei. Am 15. Februar 1933 wurde Magnus von Levetzow neuer Polizeipräsident in Berlin, Diels’ Kompetenzen als Leiter der politischen Abteilung wurden erweitert. Göring verfolgte den Plan, die politische Abteilung aus der preußischen Polizei zu lösen und direkt seinem Innenministerium zu unterstellen, und erreichte sein Ziel mit der Gründung des Geheimen Staatspolizeiamtes (Gestapa) am 26. April 1933. Rudolf Diels wurde am gleichen Tag als Inspekteur dessen Leiter. Im Juli 1933 wurde er zum Ministerialrat befördert.
Obwohl Diels seine Tätigkeit in dieser frühen Phase der NS-Diktatur später als Widerstand darstellte, kooperierte er nachweislich willig mit den neuen Machthabern. Er übernahm SA-Führer in den Polizeidienst und förderte so die Verzahnung zwischen Gestapo und der Parteischlägertruppe SA, bei der er seit März 1932 Förderndes Mitglied war. Bei Göring setzte er sich für die Niederschlagung der Ermittlungen im Fall Albrecht Höhler ein. Höhler – seit 1930 wegen Totschlags an Horst Wessel inhaftiert – war im September 1933 von der SA entführt und ermordet worden.
Nach dem Zweiten Weltkrieg behaupteten Angehörige des betreffenden SA-Rollkommandos und der Gestapo-Beamte Pohlenz übereinstimmend, Diels sei bei dem Mord an Höhler persönlich anwesend gewesen und habe diese Tat sogar durch Ausstellung eines Überstellungsbefehls an die SA „juristisch legalisiert“. Es habe sich somit um keine regelrechte Entführung gehandelt.
Ebenso wirkte Diels beim Aufbau des Instruments der Schutzhaft und bei den Judenverfolgungen mit. Noch nach dem Krieg äußerte er sich positiv über den NS-Terror gegen die Kommunisten.
Konflikte, die Diels mit SA und SS austrug – beispielsweise um die frühen Konzentrationslager –, lassen sich nicht auf eine kritische Einstellung Diels gegenüber den Nationalsozialisten zurückführen, sondern primär auf Kompetenzstreitigkeiten.

### Regierungspräsident und SS-Führer
Ende 1933 geriet Diels in den Machtkampf zwischen Himmler und Göring. Er wurde von Göring als Leiter der Gestapo entlassen und sah sich zur Flucht in die Tschechoslowakei veranlasst. Seine Wohnung und seine Büroräume wurden von SS und SA durchsucht. Sein Amt übernahm kurzfristig auf Empfehlung des Kommissars z.b.V. Kurt Daluege der Polizeipräsident von Altona-Wandsbek Paul Hinkler. Erst auf Drängen Görings kehrte Diels nach Berlin zurück und wurde am 18. November 1933 zum Polizeivizepräsidenten von Berlin ernannt. Am 29. November konnte er sein vorheriges Amt als Inspekteur der Gestapo wieder antreten. Nach dem Krieg stellte sich Diels als von der SS (insbesondere von Reinhard Heydrich) verfolgt dar, was schwerlich damit in Einklang zu bringen ist, dass er am 15. September 1933 von Himmler als Rangführer im Dienstrang eines SS-Obersturmbannführers in die SS aufgenommen wurde (SS-Nr. 187.116) und am 9. November 1933 ehrenhalber zum SS-Standartenführer befördert wurde.
Offenbar hatte Diels Robert Kempner bei der Emigration geholfen und wurde demzufolge am 21. April 1934 in den einstweiligen Ruhestand versetzt, sein Nachfolger als Gestapo-Chef wurde Himmler. Am 9. Mai 1934 erhielt Diels einen Posten als Regierungspräsident in Köln.
Die Säuberungsaktionen im Zuge der Röhm-Affäre im Sommer 1934 überstand Diels heil, da er sich (bis zum Ende des Dritten Reichs) der Protektion Görings sicher sein konnte.
Wohl nach Konflikten mit dem Essener Gauleiter Josef Terboven ließ er sich im Juli 1936 als Regierungspräsident nach Hannover versetzen. Zum 1. Mai 1937 trat Diels in die NSDAP ein (Mitgliedsnummer 3.955.308) und wurde Gauführer der NS-Studentenkampfhilfe der Provinz Hannover. Am 16. August 1938 wurde in Konstanz seine Tochter Corinna Genest geboren, die aus einer Beziehung mit der Schauspielerin Gudrun Genest stammt und später selbst Schauspielerin wurde. Am 20. April 1939 wurde Diels zum SS-Oberführer ernannt und war im Stab des SS-Abschnitts IV (Hannover) tätig.
Im Jahr 1941 wurde er – wieder dank Göring – im Zuge der Umorganisierung der Reichswerke Hermann Göring Vorstandsvorsitzender (Generaldirektor) der Holdinggesellschaft Reichswerke AG für Binnenschiffahrt „Hermann Göring“. Ab dem 1. März 1942 arbeitete Diels im Stab des SS-Hauptamts, bis zum 30. November 1944 hatte er den SS-Ehrendegen und den SS-Totenkopfring erhalten.
Diels’ erste Ehe war 1936 geschieden worden. Am 17. Januar 1943 heiratete Diels Ilse Göring. Diese war eine Tochter des Korvettenkapitäns Otto Burchard (1865–1904) und dessen Frau Frieda Burchard geb. Göring (1875–1929) und in erster Ehe mit einem Halbbruder ihrer Mutter und Bruder Hermann Görings, Karl Ernst Göring (1885–1932), verheiratet gewesen. Nach erneuten Schwierigkeiten mit der Gestapo Ende 1943 wurde er auf Betreiben Görings zu einer Kur nach Lugano geschickt. Offenbar versuchte er dort, Asyl zu beantragen, wurde von der Schweizer Fremdenpolizei aber abgewiesen. In Lugano traf Diels auch Hans Bernd Gisevius wieder, seinen früheren Konkurrenten um die Leitung der Gestapo und einen der Mitverschwörer vom 20. Juli 1944. Nach seiner Rückkehr wurde Diels zweimal (Frühjahr und November 1944) von der Gestapo verhaftet.

### Nachkriegszeit
Diels wurde am 3. Mai 1945 festgenommen und bis 1948 interniert. Von Herbst 1945 bis Sommer 1947 trat er als Zeuge in den Nürnberger Prozessen auf. Am 29. Januar 1948 wurden in Nürnberg seine Zwillingstöchter Lieselotte und Renate geboren, die aus einer Beziehung mit einer Angestellten des Gerichts in Nürnberg stammten. Anschließend arbeitete Diels für die US-amerikanische Militärregierung – bereits 1948 hatte er Kontakte zum CIC aufgenommen. Aus seinem Entnazifizierungsverfahren ging Diels Mitte 1949 relativ unbeschadet hervor, da er Fürsprecher wie Paul Löbe und Ernst Torgler vorweisen konnte. Ungeachtet dessen wurde in der Sowjetischen Besatzungszone bereits am 5. Januar 1949 ein Haftbefehl gegen ihn erlassen, der jedoch in den Westzonen nicht vollstreckt wurde.
Ebenfalls 1949 veröffentlichte Diels seine Autobiographie „Lucifer ante portas. Es spricht der erste Chef der Gestapo“, die als Vorabdruck (die Buchfassung wurde noch geändert) in einer neunteiligen Serie (Mai bis Juli 1949) im Nachrichtenmagazin Der Spiegel erschien und trotz ihres apologetischen Charakters als eine bedeutsame Quelle für das frühe NS-Regime gilt. Dem Publizisten und ehemaligen Spiegel-Redakteur Peter-Ferdinand Koch zufolge hatte Fritz Tobias die Kontakte von Diels – und auch von Paul Karl Schmidt – zum Spiegel hergestellt. Diels hatte einen guten Kontakt zu Rudolf Augstein und erheblichen Einfluss auf die politische Ausrichtung des Spiegels.
Nach dem Ende seiner Internierung lebte Diels abwechselnd auf seinem Gutshof in Kaltenweide-Twenge (Langenhagen) bei Hannover, den er 1955 verkaufte, und dem elterlichen Bauernhof in Berghausen, den er fortan bis zu seinem tödlichen Unfall zwei Jahre später weiterbetrieb. Er wurde als 131er bis zu seinem Tod vom Land Niedersachsen besoldet. Im Zusammenhang mit der John-Affäre publizierte Diels 1954 ein wüstes Pamphlet gegen Otto John, das ihm ein dienstrechtliches Verfahren einbrachte.
1957 druckten die Illustrierten Stern und Weltbild Serien über den Reichstagsbrand und die Machtergreifung, die wesentlich auf Diels’ Informationen basierten und in denen die SA für den Reichstagsbrand verantwortlich gemacht wurde.
Diels starb im November 1957 während eines Jagdausflugs, nachdem sich beim Herausnehmen seiner Jagdwaffe aus dem Auto ein Schuss gelöst hatte.

## Charakterisierung
Rudolf Diels charakterisierte sich nach Kriegsende stets als Gegner des Nationalsozialismus und verwies auf seine Verfolgung durch die SS, insbesondere durch Heydrich. Bestätigt ist, dass er vereinzelt NS-Verfolgten bei der Emigration half, was ihm während der Entnazifizierung durch entlastende Aussagen beispielsweise von Paul Löbe oder Carl Severing zugutekam. Allerdings räumte er auch ein: „Dem Drängen aus dem Kreise meiner Freunde, mich mit denen zu verbünden, die Hitler töten wollten, habe ich nicht nachgegeben, obwohl ich es schon aus persönlichster Notwehr hätte tun müssen.“
Andere bezeichnen Diels als Opportunisten, der sich den jeweiligen Gegebenheiten angepasst habe, wenn es der Karriere förderlich war. So stand Diels während der Weimarer Republik liberalen Kreisen nahe und verkehrte im Berliner Demokratischen Club, dessen Präsident der jüdische Vize-Polizeipräsident Bernhard Weiß war. Bereits vor der Machtergreifung hatte sich Diels mit Göring gutgestellt, dessen Schutz er bis zum Kriegsende genoss. Während seiner Amtszeit als Gestapa-Chef arbeitete Diels an gesetzlichen Regelungen zur Schutzhaft und zur Judenverfolgung mit, auch am Aufbau des Konzentrationslagers Sonnenburg war er beteiligt. Nach dem Fall des Dritten Reiches stand Diels bereits ab 1948/49 in den Diensten der alliierten Besatzungsverwaltung.
Vertreter der These, der Reichstagsbrand sei von der SA inszeniert worden, haben Diels als Mitwisser dargestellt. Angeblich hätten sich bei dem belastenden Material, das er ins Ausland schaffte, auch Dokumente befunden, welche die „wahren Täter“ identifizierten. Diels selbst äußerte sich diesbezüglich widersprüchlich. Er habe bis 1949 geglaubt, die SA habe den Reichstag angezündet, später aber seine Meinung dahingehend geändert, dass der Holländer van der Lubbe der Alleintäter gewesen sei. Zu seinen Gründen für die jeweiligen Ansichten äußerte sich Diels nicht. Kurz vor seinem Tod soll er – so der Begründer der Alleintäterthese Fritz Tobias in den 1960er-Jahren – geplant haben, in Zusammenarbeit mit dem Institut für Zeitgeschichte eine Rekonstruktion der damaligen Vorgänge zu erarbeiten. Dem widerspricht der amerikanische Historiker Benjamin Carter Hett. Er verweist darauf, dass Diels in einem Schreiben vom 22. Juli 1946 an die britische Delegation beim Internationalen Militärgerichtshof den früheren SA-Führer Hans Georg Gewehr als wahrscheinlichen Haupttäter bei der Brandstiftung nannte. Seine späteren, teils widersprüchlichen Aussagen in dieser Frage seien taktischer Natur gewesen.

## Ehe und Familie
Am 28. März 1930 heiratete Diels in Berlin Hildegard Liese Mannesmann (* 18. September 1905 in Remscheid), eine Tochter des Industriellen Alfred Mannesmann. Diese Ehe wurde durch ein am 11. September 1936 rechtskräftig gewordenes Urteil des Landgerichts Berlin geschieden (220 R. 320.36).
1943 heiratete Diels in zweiter Ehe Ilse Göring, geb. Burchhard (1898–1972), die Witwe von Hermann Görings älterem Bruder Karl Göring und zugleich Tochter von Hermann und Karl Görings Halbschwester Friederike Wilhelmine Göring verheiratete Burchard (1875–1929).

## Schriften
- Lucifer ante portas. Zwischen Severing und Heydrich. Interverlag, Zürich 1949.
- Der Fall Otto John. Göttinger Verlag-Anstalt, Göttingen 1954.